# Çeltikçi, Mustafakemalpaşa
Çeltikçi là một xã thuộc huyện Mustafakemalpaşa, tỉnh Bursa, Thổ Nhĩ Kỳ. Dân số thời điểm năm 2011 là 1.546 người.